# Poledica
Poledica je zaledenela oblika padavin na tleh.
Nastaja v hladnem obdobju leta. To je navadno enolična prevleka ledu, ki se lepi na predmete in na zemeljsko površino. Nastaja pri padanju podhlajenih vodnih kapljic na tla ali pršenju iz megle, in sicer na horizontalnih in vertikalnih površinah.
Poledica nastaja predvsem med dvema različnima naravnima dogajanjima:
- Ko podhlajene vodne kaplice padajo na zemeljsko površino ali na različna telesa nad zemljo, se v dotiku s trdim telesom takoj spremenijo v trdno stanje, to se pravi, da zmrznejo. Posebno je močna poledica tedaj, ko je temperatura zemlje in predmetov nad njo pod 0ºC.
- Če po dolgotrajnem močnem mrazu pride do hitre spremembe vremena, ko začne deževati na še zamrznjeno podlago; Če pada droben dež ali prši iz megle na tla in predmete, ki imajo temperaturo pod 0ºC; Ko po močnih ohladitveh piha vlažen veter nad ohlajenimi tli. Vodna para se na njih kondenzira in nato zmrzne. Največkrat so take plasti ledu zelo tanke in niso dolgotrajne.